# 杜兆才
杜兆才（1960年3月1日—），中国政治人物，伊州理工大学硕士。曾任国家体育总局副局长、党组成员，中国足球协会党委书记、副主席，国际足联理事。

## 生平
沈阳体育学院毕业，1986年参加工作。
2002年3月，任辽宁省体育局副局长。
2009年1月，任国家体育总局田径中心主任。
2017年6月15日，任国家体育总局局长助理，中国奥委会副主席。6月20日，任中国足协党委书记。
2018年10月，任国家体育总局副局长、党组成员，中国奥委会副主席，中国足协党组书记。
2019年4月6日，成为中国首位当选国际足联理事的副部级官员。
2023年4月1日，因涉嫌严重违纪违法接受中央纪委国家监委纪律审查和监察调查。4月8日，杜兆才被免去国家体育总局副局长职务，10月7日被开除党籍、公职。2024年1月5日，央视发布电视专题片《持续发力 纵深推进》预告片，他在片中表示：“在俱乐部老板的利益围猎中，有些随波逐流了”。同月因涉嫌受贿被湖北省武汉市人民检察院提起公诉。8月28日，杜兆才案在湖北省武汉市中级人民法院一审公开开庭审理，检方指控其非法收受财物共计折合人民币4341万余元。12月13日，武汉市中级人民法院一审宣判，以受贿罪判处杜兆才有期徒刑十四年，并处罚金人民币四百万元；对其犯罪所得财物及孳息依法予以追缴，上缴国库。根据起诉书，杜兆才到案后主动交代问题，部分受贿财物为未遂，故而获得从轻处罚。